# 若尔达讷河畔圣于连
若尔达讷河畔圣于连（法語：Saint-Julien-de-Jordanne，法語發音：[sɛ̃ ʒyljɛ̃ də ʒɔʁdan]）是法国康塔尔省的一个旧市镇，属于欧里亚克区。1972年，若尔达讷河畔圣于连与市镇芒达耶合并为新市镇芒达耶-圣于连。

## 地理
若尔达讷河畔圣于连（45°3'49.01"N, 2°38'23.39"E）面积，位于法国奥弗涅-罗讷-阿尔卑斯大区康塔爾省，该省份为法国中南部省份，位于法國中央高原中心，北起科雷兹省、上盧瓦爾省和多姆山省，西接洛特省和科雷兹省，南至阿韦龙省和洛特省，东临上盧瓦爾省和洛泽尔省。
若尔达讷河畔圣于连的时区为UTC+01:00、UTC+02:00（夏令时）。

## 行政
若尔达讷河畔圣于连的INSEE市镇编码为15193。

## 人口
若尔达讷河畔圣于连于1968年3月1日时的人口数量为243人。